# Peter Gutmann
Peter Gutmann (...) è un informatico neozelandese del Dipartimento di Scienze dell'Università di Auckland in Nuova Zelanda.
Ha conseguito un Ph.D. in informatica all'Università di Auckland. La sua tesi riguarda l'architettura della sicurezza crittografica. Gutmann si interessa dei problemi riguardanti la sicurezza informatica, inclusa la sicurezza legata all'hardware. Egli è lo sviluppatore del cryptlib, libreria software sulla sicurezza e ha contribuito alla versione 2 del PGP. Gutmann è anche conosciuto per le sue analisi riguardo alla cancellazione dei dati dai supporti elettronici e magnetici. Ed è famoso per aver dato vita al Metodo Gutmann, algoritmo utilizzato per cancellare in modo sicuro e irrecuperabile file da un computer.